# NGC 5894
NGC 5894 (другие обозначения — UGC 9768, MCG 10-22-4, ZWG 297.6, IRAS15105+5959, PGC 54234) — галактика в созвездии Дракон.
Этот объект входит в число перечисленных в оригинальной редакции «Нового общего каталога».